# Егоровский сельсовет (Нижегородская область)
Его́ровский сельсове́т — вновь образованное в 2009 году муниципальное образование — сельское поселение в Воскресенском районе Нижегородской области  путём  объединения  сельских поселений Богородского сельсовета и Докукинского сельсовета.
Административный центр — деревня Егорово.

## Население
| 2002 | 2010 | 2012 | 2013 | 2014 | 2015 | 2016 |
| ---- | ---- | ---- | ---- | ---- | ---- | ---- |
| 803  | ↘619 | ↘603 | ↘588 | ↘562 | ↘541 | ↘521 |
| 2017 | 2018 | 2019 | 2020 | 2021 |      |      |
| ↗530 | ↘520 | ↘511 | ↘495 | ↘429 |      |      |

## Состав сельского поселения
| № | Населённый пункт | Тип населённого пункта          | Население |
| - | ---------------- | ------------------------------- | --------- |
| 1 | Бовырино         | деревня                         | ↘65       |
| 2 | Дубовка          | деревня                         | ↘51       |
| 3 | Дунаевы Поляны   | деревня                         | ↘68       |
| 4 | Егорово          | деревня, административный центр | ↘255      |
| 5 | Ерзово           | деревня                         | ↘12       |
| 6 | Красная Звезда   | посёлок                         | ↘1        |
| 7 | Люнда            | деревня                         | ↘87       |
| 8 | Осиновка         | деревня                         | ↘80       |